# Movimento de resistência polonês na Segunda Guerra Mundial
Na Polônia, o movimento de resistência durante a Segunda Guerra Mundial foi liderado pelo Exército da Pátria (Armia Krajowa). A resistência polaca é notável, entre outros, por interromper as linhas de abastecimento alemãs para a Frente Oriental (danificando ou destruindo 1/8 de todos os transportes ferroviários), e por fornecer relatórios de inteligência às agências de inteligência britânicas (fornecendo 43% de todos os relatórios da Europa ocupada). Fazia parte do Estado Secreto Polaco.

## Organizações
A maior de todas as organizações de resistência polacas foi o Armia Krajowa (Exército da Pátria, AK), leal ao governo polaco no exílio em Londres. O AK foi formado em 1942 a partir da União da Luta Armada (Związek Walki Zbrojnej ou ZWZ, ela própria criada em 1939) e acabaria por incorporar a maioria dos outros grupos de resistência armada polacos (exceto os comunistas e alguns grupos de extrema-direita). Foi o braço militar do Estado Secreto Polaco e leal ao governo polaco no Exílio.
A maioria das outras organizações armadas clandestinas polonesas foram criadas por um partido ou fação política e incluíam:
- O Bataliony Chłopskie (Batalhões de Camponeses). Criado pelo Partido Popular de esquerda por volta de 1940-1941, fundiria-se parcialmente com o AK por volta de 1942-1943. [4]
- A Gwardia Ludowa WRN (Guarda Popular do WRN) do Partido Socialista Polonês (PPS) (ingressou no ZWZ por volta de 1940, posteriormente fundida no AK)[5][6]
- A Konfederacja Narodu (Confederação da Nação). Criado em 1940 pela extrema-direita Obóz Narodowo Radykalny-Falanga (Campo Radical Nacional Falanga).[7] Ele se fundiria parcialmente com o ZWZ por volta de 1941 e finalmente se juntaria ao AK por volta do outono de 1943.
- A Narodowa Organizacja Wojskowa (Organização Militar Nacional), criada pelo Partido Nacional em 1939, integrada principalmente ao AK por volta de 1942.[8]
- Narodowe Siły Zbrojne (Forças Armadas Nacionais); criado em 1943 a partir de unidades insatisfeitas do NOW, que se recusaram a ser subordinadas ao AK.[8][9][10]
- O Obóz Polski Walczącej (Acampamento de Combate à Polônia), estabelecido pelo Obóz Zjednoczenia Narodowego (Acampamento de Unidade Nacional) por volta de 1942, subordinado a AK em 1943.[11]

Os maiores grupos que se recusaram a aderir ao AK foram as Forças Armadas Nacionais e o Exército Popular pró-soviético e comunista (Polonês Armia Ludowa ou AL), apoiado pela União Soviética e estabelecido pelo Partido dos Trabalhadores Polaco (Polonês Polska Partia Robotnicza ou PPR).
"No quadro de todas as operações de inteligência inimigas dirigidas contra a Alemanha, o serviço de inteligência do movimento de resistência polaco assumiu grande importância. O âmbito e a importância das operações do movimento de resistência polaco, que foi ramificado até ao menor grupo dissidente e brilhantemente organizado, foram divulgados em (várias fontes) em conexão com a realização de grandes operações de segurança policial." Heinrich Himmler, 31 de dezembro de 1942

## Tamanho
Em fevereiro de 1942, quando o AK foi formado, contava com cerca de 100.000 membros. No início de 1943, atingiu uma força de cerca de 200.000. No verão de 1944, quando a Operação Tempest começou, o AK atingiu o maior número de membros, embora as estimativas variem de 300 000 a 500 000. A força da segunda maior organização de resistência, Bataliony Chłopskie (Batalhões de Camponeses), pode ser estimada para o verão de 1944 (altura em que foram principalmente fundidos com AK) em cerca de 160 000 homens. O terceiro maior grupo inclui NSZ (Forças Armadas Nacionais) com aproximadamente 70 000 homens por volta de 1943–1944; apenas pequenas partes dessa força foram fundidas com o AK. No seu auge em 1944, o Armia Ludowa comunista, que nunca se fundiu com o AK, contava com cerca de 30 000 pessoas. Uma estimativa para a força do AK e dos seus aliados no verão de 1944, incluindo o NSZ, dá a sua força em 650 000. No geral, a resistência polaca tem sido frequentemente descrita como a maior ou uma das maiores organizações de resistência na Europa na Segunda Guerra Mundial.

## Ações, operações e inteligência, 1939-1945

### 1939

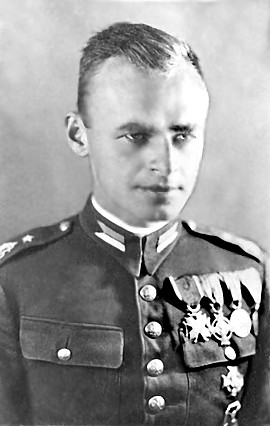
Witold Pilecki – fundador da organização TAP e agente secreto da resistência polaca em Auschwitz

Em 9 de Novembro de 1939, dois soldados do exército polaco – Witold Pilecki e Major Jan Włodarkiewicz – fundou o Exército Secreto Polaco (Tajna Armia Polska, TAP), uma das primeiras organizações clandestinas na Polônia após a derrota. Pilecki tornou-se o seu comandante organizacional à medida que a TAP se expandia para cobrir não só Varsóvia, mas também Siedlce, Radom, Lublin e outras grandes cidades do centro da Polônia. Em 1940, a TAP contava com aproximadamente 8 000 homens (mais de metade deles armados), cerca de 20 metralhadoras e diversas espingardas antitanque. Mais tarde, a organização foi incorporada à União para a Luta Armada (Związek Walki Zbrojnej), mais tarde renomeada e mais conhecida como Exército da Pátria (Armia Krajowa).

### 1940

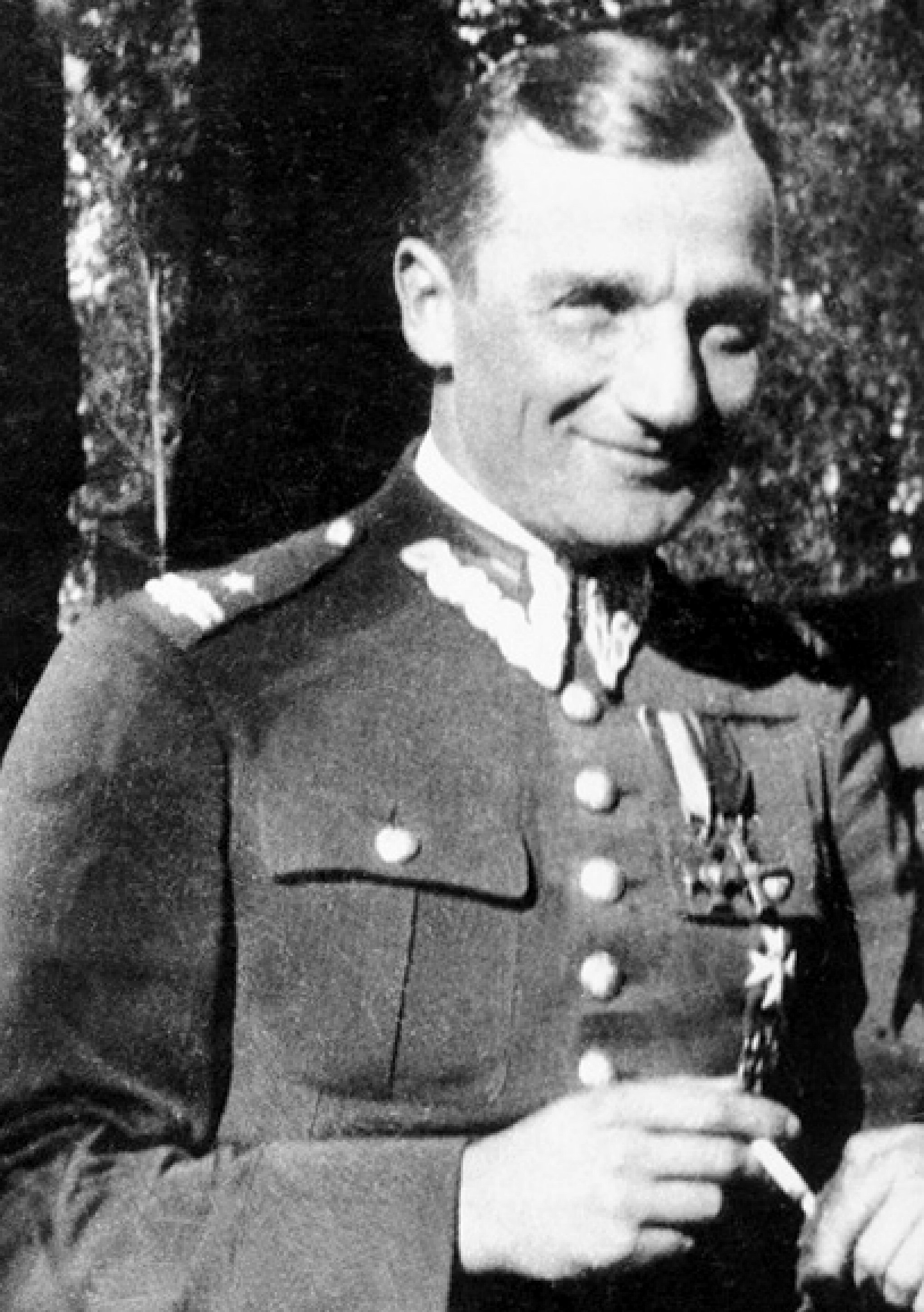
Major Henryk Dobrzański, também conhecido como "Hubal"

Em março de 1940, uma unidade partidária dos primeiros comandantes de guerrilha na Europa na Segunda Guerra Mundial sob o comando do major Henryk Dobrzański "Hubal" destruiu um batalhão de infantaria alemã em um conflito perto da vila de Huciska. Poucos dias depois, numa emboscada perto da aldeia de Szałasy, infligiu pesadas baixas a outra unidade alemã. Para combater esta ameaça, as autoridades alemãs formaram uma forte unidade especial de contrainsurgência de 1 000 homens de forças combinadas SS-Wehrmacht, incluindo um grupo Panzer. Embora a unidade do major Dobrzański nunca tenha ultrapassado 300 homens, os alemães colocaram pelo menos 8 000 homens na área para protegê-la.
Em 1940, Witold Pilecki, um oficial de inteligência da resistência polonesa, apresentou aos seus superiores um plano para entrar no campo de concentração alemão de Auschwitz, coletar informações de dentro do campo e organizar a resistência dos presos. O Exército da Pátria aprovou este plano, forneceu-lhe uma carteira de identidade falsa e, em 19 de setembro de 1940, ele saiu deliberadamente durante uma batida de rua (łapanka) em Varsóvia e foi capturado pelos alemães junto com outros civis e enviado para Auschwitz. No campo ele organizou a organização clandestina – Związek Organizacji Wojskowej – ZOW. A partir de outubro de 1940, a ZOW enviou o seu primeiro relatório sobre o campo e o genocídio em novembro de 1940 para o Quartel-General do Exército da Pátria em Varsóvia através da rede de resistência organizada em Auschwitz.

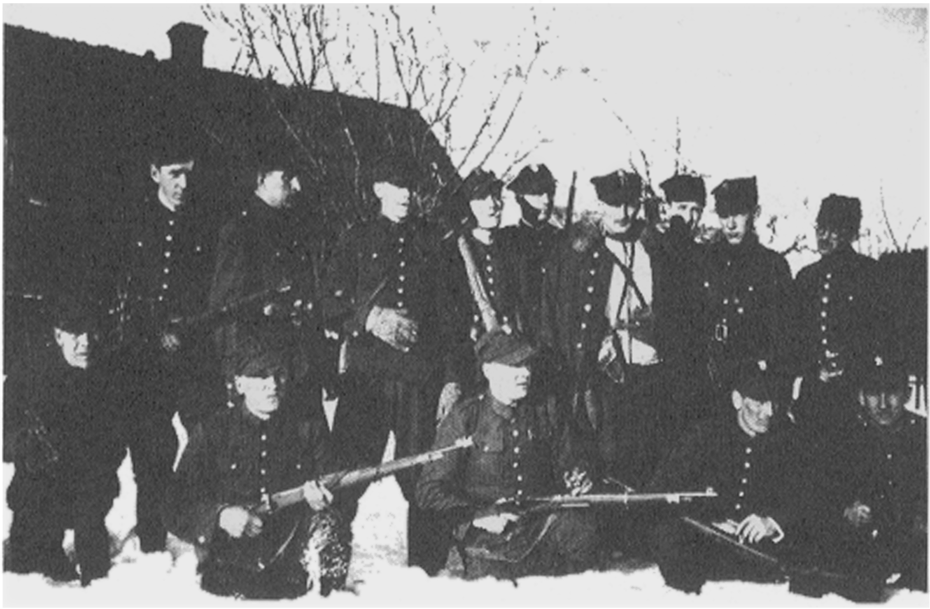
"Hubal" e sua unidade partidária –inverno de 1940

Durante a noite de 21 para 22 de janeiro de 1940, na cidade podoliana de Czortków, ocupada pelos soviéticos, a Revolta de Czortków começou; foi o primeiro levante polonês durante a Segunda Guerra Mundial. Polacos antissoviéticos, a maioria deles adolescentes de escolas secundárias locais, invadiram o quartel local do Exército Vermelho e uma prisão, a fim de libertar os soldados polacos ali mantidos.
No final de 1940, Aleksander Kamiński criou uma organização de resistência juvenil polonesa, conhecida como "Wawer".  Fazia parte da Szare Szeregi (associação clandestina de escoteiros poloneses). Esta organização realizou muitas pequenas operações de sabotagem na Polónia ocupada. Sua primeira ação foi desenhar grafites em Varsóvia, perto da véspera de Natal de 1940, comemorando o massacre de Wawer. Membros das unidades de "Pequena Sabotagem" do AK Wawer pintaram "Pomścimy Wawer" ("Vingaremos Wawer") nas muralhas de Varsóvia. No início pintaram o texto inteiro, depois, para poupar tempo, encurtaram-no para duas letras, P e W. Mais tarde inventaram Kotwica – “Âncora” – que se tornou o símbolo de toda a resistência polaca na Polônia ocupada.

### 1941

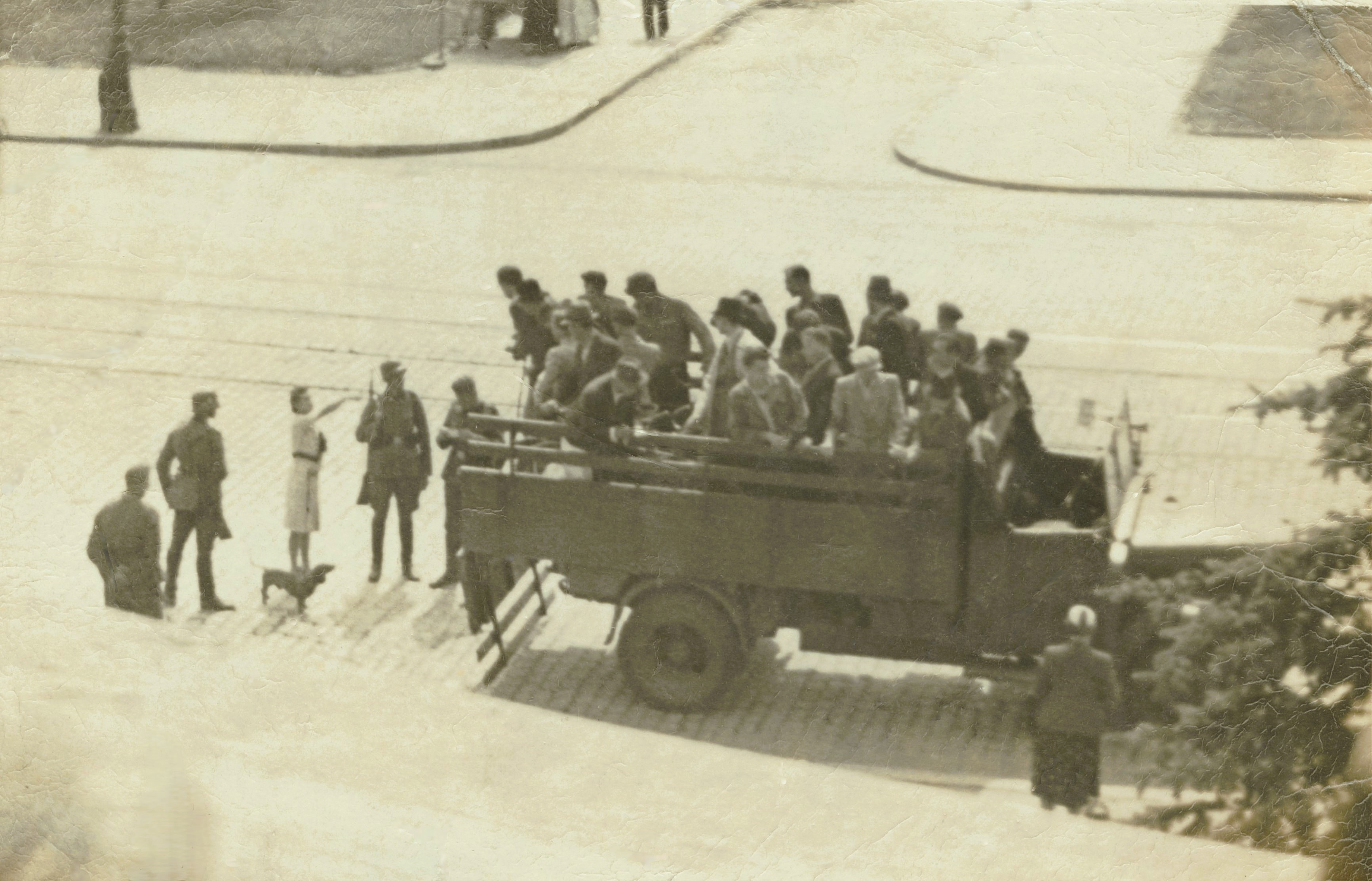
łapanka, possivelmente aquele em que Witold Pilecki foi capturado no outono de 1941, Varsóvia, Żoliborz.

A partir de abril de 1941, o Gabinete de Informação e Propaganda da União para a Luta Armada iniciou a Operação N liderada por Tadeusz Żenczykowski. Envolveu atividades de sabotagem, subversão e propaganda negra.
A partir de março de 1941, os relatórios de Witold Pilecki foram encaminhados ao governo polonês no exílio e, através dele, aos governos britânico e outros governos aliados. Estes relatórios informaram os Aliados sobre o Holocausto e foram a principal fonte de inteligência sobre Auschwitz-Birkenau para os Aliados Ocidentais.
Em 7 de março de 1941, dois agentes poloneses do Exército da Pátria mataram o ator colaborador nazista Igo Sym em seu apartamento em Varsóvia. Em represália, 21 reféns polacos foram executados. Vários atores poloneses também foram presos pelos nazistas e enviados para Auschwitz, entre eles figuras notáveis como os diretores Stefan Jaracz e Leon Schiller.
Em julho de 1941, Mieczysław Słowikowski (usando o codinome "Rygor" – polonês para "Rigor") criou a " Agência África ", uma das organizações de inteligência de maior sucesso da Segunda Guerra Mundial. Seus aliados poloneses nesses esforços incluíam o tenente-coronel Gwido Langer e o major Maksymilian Ciężki. As informações recolhidas pela Agência foram utilizadas pelos americanos e britânicos no planeamento dos desembarques anfíbios da Operação Tocha em Novembro de 1942 no Norte de África. Estes foram os primeiros desembarques aliados em grande escala na guerra e o seu sucesso, por sua vez, abriu o caminho para a campanha italiana dos Aliados.

### 1942

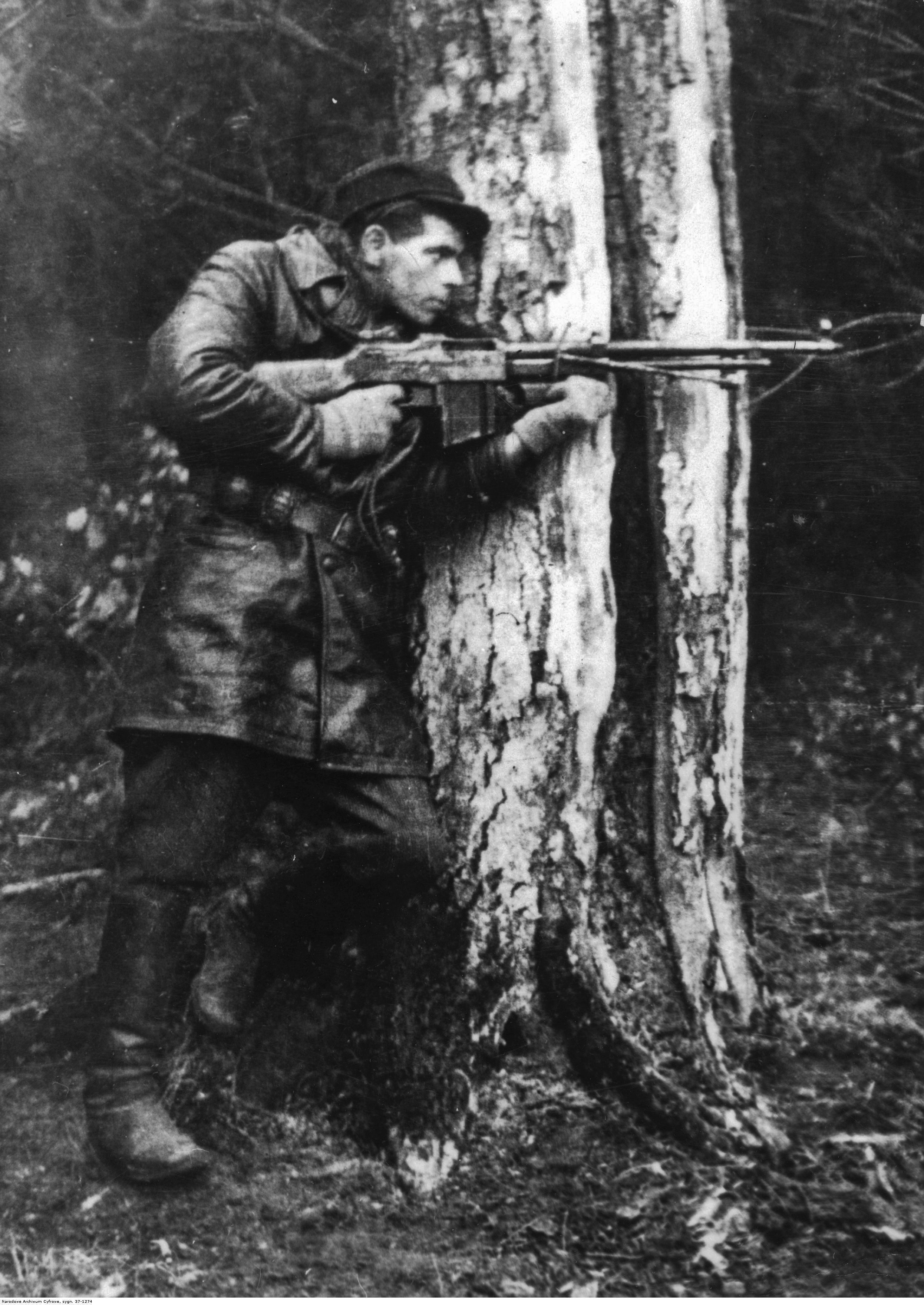
Partidário polonês Zdzisław de Ville "Zdzich", membro do AK "Jędrusie" com versão polonesa do M1918 BAR

Em 20 de junho de 1942, ocorreu a fuga mais espetacular do campo de concentração de Auschwitz. Quatro poloneses, Eugeniusz Bendera, Kazimierz Piechowski, Stanisław Gustaw Jaster e Józef Lempart fizeram uma fuga ousada. Os fugitivos estavam vestidos como membros da SS-Totenkopfverbände, totalmente armados e num carro do pessoal da SS. Eles saíram pelo portão principal em um automóvel Steyr 220 roubado com um relatório contrabandeado de Witold Pilecki sobre o Holocausto. Três dos fugitivos permaneceram livres até o fim da guerra; Jaster, que se juntou à resistência polonesa, foi recapturado em 1943 e morreu pouco depois sob custódia alemã.
Em setembro de 1942, o "Conselho Żegota para a Ajuda aos Judeus" foi fundado por Zofia Kossak-Szczucka e Wanda Krahelska-Filipowicz ("Alinka") e composto por democratas poloneses, bem como outros ativistas católicos. A Polônia era o único país da Europa ocupada onde existia uma organização secreta tão dedicada. Metade dos judeus na Polônia que sobreviveram à guerra (portanto, mais de 50 000) foram ajudados de alguma forma por Żegota. A ativista mais conhecida de Żegota foi Irena Sendler, chefe da divisão infantil, que salvou 2 500 crianças judias contrabandeando-as para fora do gueto de Varsóvia, fornecendo-lhes documentos falsos e abrigando-as em lares infantis individuais e coletivos fora do gueto.
Em 1942, Jan Karski apresentou um relatório aos governos polaco, britânico e norte-americano sobre a situação na Polónia, especialmente o Holocausto dos Judeus. Ele se reuniu com políticos poloneses no exílio, incluindo o primeiro-ministro, e membros de partidos políticos como o Partido Socialista, o Partido Nacional, o Partido Trabalhista, o Partido Popular, o Bund Judaico e o Poalei Zion. Ele também falou com Anthony Eden, o secretário de Relações Exteriores britânico, e incluiu uma declaração detalhada sobre o que tinha visto em Varsóvia e Bełżec.
A Revolta de Zamość foi uma revolta armada de Armia Krajowa e Bataliony Chłopskie contra a expulsão forçada dos poloneses da região de Zamość sob o Generalplan Ost. Os alemães tentaram remover os poloneses locais da área da Grande Zamość (através de remoção forçada, transferência para campos de trabalhos forçados ou, em alguns casos, assassinato em massa) para prepará-la para a colonização alemã. Durou de 1942 a 1944 e, apesar das pesadas baixas sofridas pela Resistência, os alemães falharam.
Na noite de 7 para 8 de outubro de 1942, teve início a Operação Wieniec. Visava a infraestrutura ferroviária perto de Varsóvia. Operações semelhantes destinadas a perturbar e perturbar os transportes e comunicações alemães na Polônia ocupada ocorreram nos meses e anos seguintes. Tinha como alvo ferrovias, pontes e depósitos de abastecimento, principalmente perto de centros de transporte como Varsóvia e Lublin.

### 1943

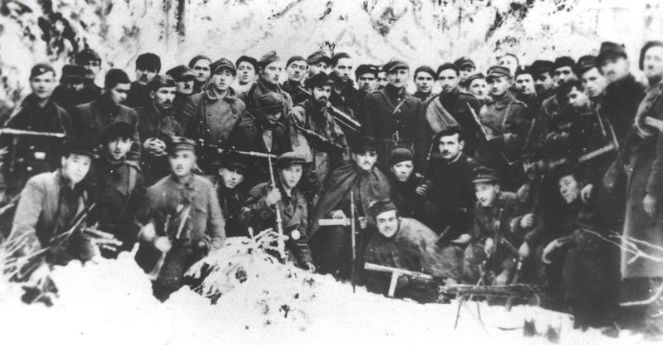
Partidários poloneses da área de Kielce – unidade "Jędrusie" 1945

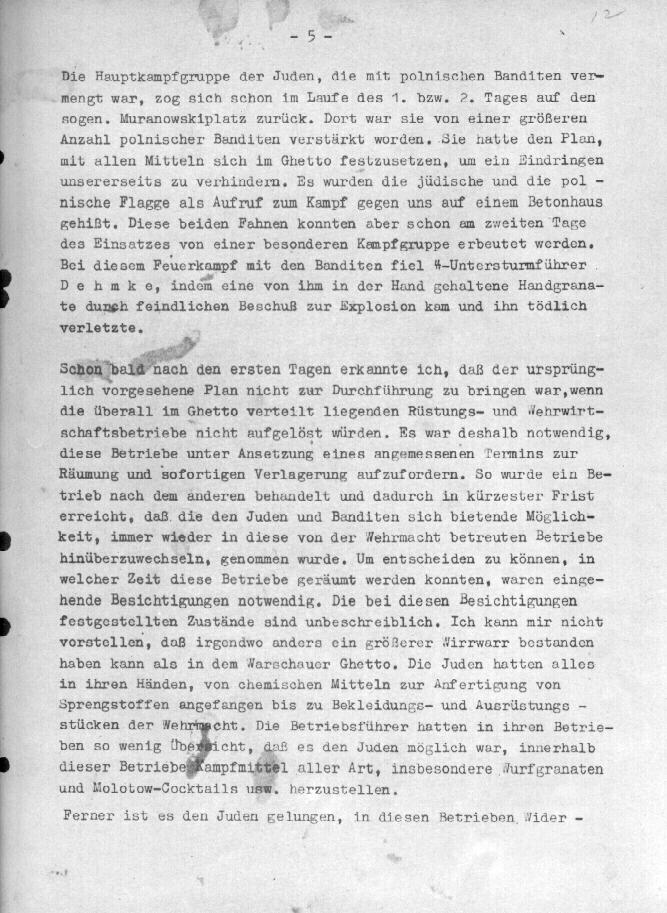
Página 5 do Relatório Stroop descrevendo a luta alemã contra "Juden mit polnischen Banditen" - "Judeus com bandidos poloneses".

No início de 1943, dois zeladores poloneses do acampamento Trassenheide de Peenemünde forneceram mapas, esboços e relatórios à Inteligência Armia Krajowa, e em junho de 1943 a inteligência britânica recebeu dois desses relatórios que identificaram o "salão de montagem de foguetes", "poço experimental" e "torre de lançamento". Quando as informações de reconhecimento e inteligência sobre o foguete V-2 se tornaram convincentes, o Comitê de Defesa do Gabinete de Guerra (Operações) dirigiu o primeiro ataque planejado da campanha (o bombardeio da Operação Hydra em Peenemünde em agosto de 1943) e a Operação Crossbow.
Em 26 de março de 1943, em Varsóvia, a Operação Arsenal foi lançada pelo Szare Szeregi, a Resistência Polonesa. A operação bem-sucedida levou à libertação do líder da tropa preso Jan Bytnar "Rudy". Num ataque à prisão, Bytnar e outros 24 prisioneiros foram libertados.
Em 1943, em Londres, Jan Karski conheceu o então conhecido jornalista Arthur Koestler. Ele então viajou para os Estados Unidos e reportou ao presidente Franklin D. Roosevelt. Seu relatório foi um fator importante para informar o Ocidente. Em julho de 1943, ele novamente relatou pessoalmente a Roosevelt sobre a situação na Polônia. Ele também se reuniu com muitos outros líderes governamentais e cívicos nos Estados Unidos, incluindo Felix Frankfurter, Cordell Hull, William Joseph Donovan e Stephen Wise. Karski também apresentou seu relatório à mídia, bispos de diversas denominações (incluindo o cardeal Samuel Stritch), membros da indústria cinematográfica de Hollywood e artistas, mas sem sucesso. Muitos daqueles com quem falou não acreditaram nele, ou supuseram que o seu testemunho fosse muito exagerado ou fosse propaganda do governo polaco no exílio.
Em abril de 1943, os alemães começaram a deportar os judeus restantes do gueto de Varsóvia, provocando o Levante do Gueto de Varsóvia, de 19 de abril a 16 de maio. O Estado Secreto Polaco ordenou a Ação do Gueto - uma série de ações de combate realizadas pelo Exército da Pátria durante o levante entre 19 de abril de 1943 e 16 de maio de 1943.

Algumas unidades do AK tentaram ajudar a ascensão do gueto, mas na maior parte, a resistência estava despreparada e incapaz de derrotar os alemães. Uma unidade polonesa do AK, o Corpo de Segurança Nacional (Państwowy Korpus Bezpieczeństwa), sob o comando de Henryk Iwański ("Bystry"), lutou dentro do gueto junto com ŻZW. Posteriormente, ambos os grupos recuaram juntos (incluindo 34 combatentes judeus). Embora a ação de Iwański seja a missão de resgate mais conhecida, foi apenas uma das muitas ações empreendidas pela resistência polaca para ajudar os combatentes judeus.  Num ataque, três unidades celulares do AK sob o comando do capitão Józef Pszenny ("Chwacki") tentaram romper as paredes do gueto com explosivos, mas os alemães derrotaram a ação.  AK e GL enfrentaram os alemães entre 19 e 23 de abril em seis locais diferentes fora dos muros do gueto, disparando contra sentinelas e posições alemãs e, num caso, tentando explodir um portão. A participação da resistência polaca na revolta foi muitas vezes confirmada por um relatório do comandante alemão – Jürgen Stroop.
Quando invadimos o Gueto pela primeira vez, os judeus e os bandidos polacos conseguiram repelir as unidades participantes, incluindo tanques e carros blindados, através de uma concentração de fogo bem-preparada. (...) O principal grupo de batalha judeu, misturado com bandidos poloneses, já havia se retirado durante o primeiro e segundo dia para a chamada Praça Muranowski. Lá, foi reforçado por um número considerável de bandidos polacos. Seu plano era controlar o Gueto por todos os meios para evitar que o invadíssemos. (...) Repetidas vezes, os bandidos polacos encontraram refúgio no Gueto e aí permaneceram imperturbados, uma vez que não tínhamos forças à nossa disposição para vasculhar este labirinto. (...) Um desses grupos de combate conseguiu montar um caminhão subindo de um esgoto na chamada [Rua Prosta], e escapar com ele (cerca de 30 a 35 bandidos). (...) Os bandidos e judeus – havia bandidos poloneses entre essas gangues armados com carabinas, armas pequenas e, em um caso, uma metralhadora leve – montaram no caminhão e partiram em direção desconhecida.
Em agosto de 1943, o quartel-general do Armia Krajowa ordenou a Operação Belt, que foi uma das operações antinazistas em grande escala do AK durante a guerra. Em fevereiro de 1944, 13 postos avançados alemães foram destruídos, com poucas perdas do lado polonês.

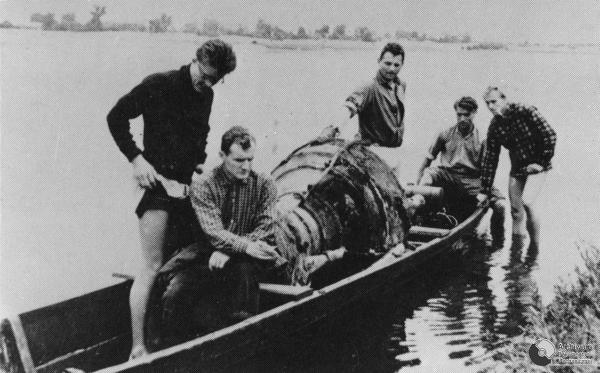
Membros do AK recuperando V-2 do Rio Bug.

A Operação Heads começou: as execuções em série de pessoal alemão que tinha sido condenado à morte por tribunais especiais clandestinos polacos por crimes contra cidadãos polacos na Polônia ocupada pelos alemães.
Em 7 de setembro de 1943, o Exército da Pátria matou Franz Bürkl durante a Operação Bürkl. Bürkl era um agente de alto escalão da Gestapo responsável pelo assassinato e interrogatório brutal de milhares de judeus poloneses e combatentes e apoiadores da resistência. Em represália, 20 reclusos de Pawiak foram assassinados numa execução pública pelos nazistas.
Em novembro de 1943, teve início a Operação Most III. O Armia Krajowa forneceu aos Aliados informações cruciais sobre o foguete alemão V-2. Com efeito, cerca de 50 kg das partes mais importantes do V-2 capturado, bem como o relatório final, análises, esboços e fotos, foram transportados para Brindisi por uma aeronave Douglas Dakota da Força Aérea Real. No final de julho de 1944, as peças do V-2 foram entregues em Londres.
No início de 1943, a força dos grupos baseados na floresta pode ser estimada em cerca de 40 grupos, num total de 1 200 a 4 000 combatentes, mas os números cresceram significativamente no ano seguinte.

### 1944

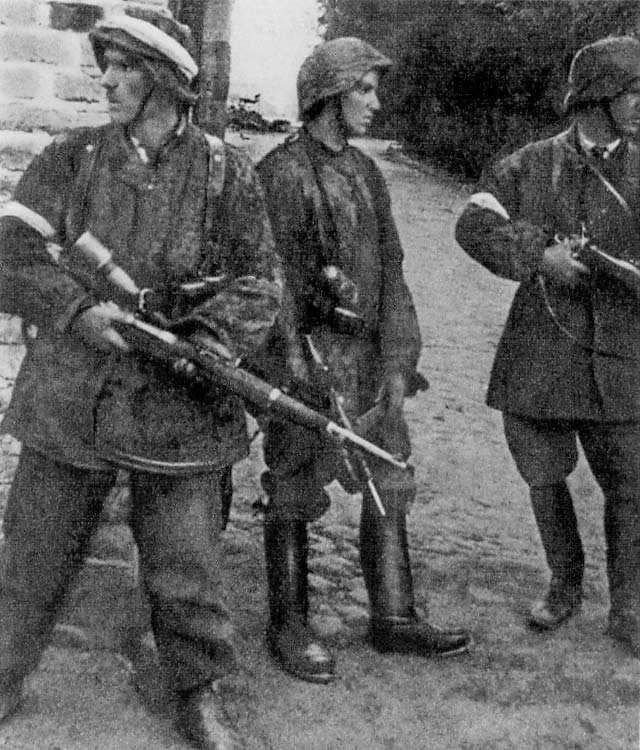
Soldados da resistência polonesa do Batalhão Zośka durante a Revolta de Varsóvia de 1944

Em 11 de Fevereiro de 1944, os combatentes da Resistência da unidade Agat do Exército da Pátria Polaca executaram Franz Kutschera, SS e Chefe da Polícia do Reich em Varsóvia, numa ação conhecida como Operação Kutschera. Em represália a esta ação, 27 de fevereiro, 140 reclusos de Pawiak – Poloneses e Judeus – foram baleados em uma execução pública pelos alemães.
13-14 de maio de 1944, a Batalha de Murowana Oszmianka, o maior confronto entre o Armia Krajowa antinazista polonês e a Força de Defesa Territorial Lituana nazista, uma força de segurança voluntária lituana subordinada à Alemanha Nazista.  A batalha ocorreu perto da aldeia de Murowana Oszmianka no Generalbezirk Litauen do Reichskommissariat Ostland. O resultado da batalha foi que o 301º batalhão LVR foi derrotado e toda a força foi dissolvida pelos alemães logo depois. 
Em 14 de junho de 1944, a Batalha de Porytowe Wzgórze ocorreu entre guerrilheiros poloneses e russos, totalizando cerca de 3.000, e as unidades nazistas alemãs consistiam entre 25 000 e 30 000 soldados, com artilharia, tanques e carros blindados e apoio aéreo. 
De 25 a 26 de junho de 1944, a Batalha de Osuchy – uma das maiores batalhas entre a resistência polonesa e a Alemanha Nazista na Polônia ocupada durante a Segunda Guerra Mundial – foi travada, no que foi essencialmente uma continuação da Revolta de Zamość.
Em 1943, o Exército da Pátria reuniu as suas forças em preparação para uma revolta nacional. O plano de revolta nacional antinazista em áreas da Polônia pré-guerra recebeu o codinome Operação Tempest. A preparação começou no final de 1943, mas as ações militares começaram em 1944. Os seus elementos mais conhecidos foram a Operação Ostra Brama, a Revolta de Lwów e a Revolta de Varsóvia.
No dia 7 de julho teve início a Operação Ostra Brama. Aproximadamente 12 500 soldados do Exército da Pátria atacaram a guarnição alemã e conseguiram tomar a maior parte do centro da cidade. Os intensos combates de rua nos arredores da cidade duraram até 14 de julho. Nos subúrbios orientais de Vilnius, as unidades do Exército da Pátria cooperaram com grupos de reconhecimento da 3ª Frente Bielorrussa Soviética.  O Exército Vermelho entrou na cidade em 15 de julho e o NKVD começou a internar todos os soldados poloneses. Em 16 de julho, o QG da 3ª Frente Bielorrussa convidou oficiais polacos para uma reunião e prendeu-os.

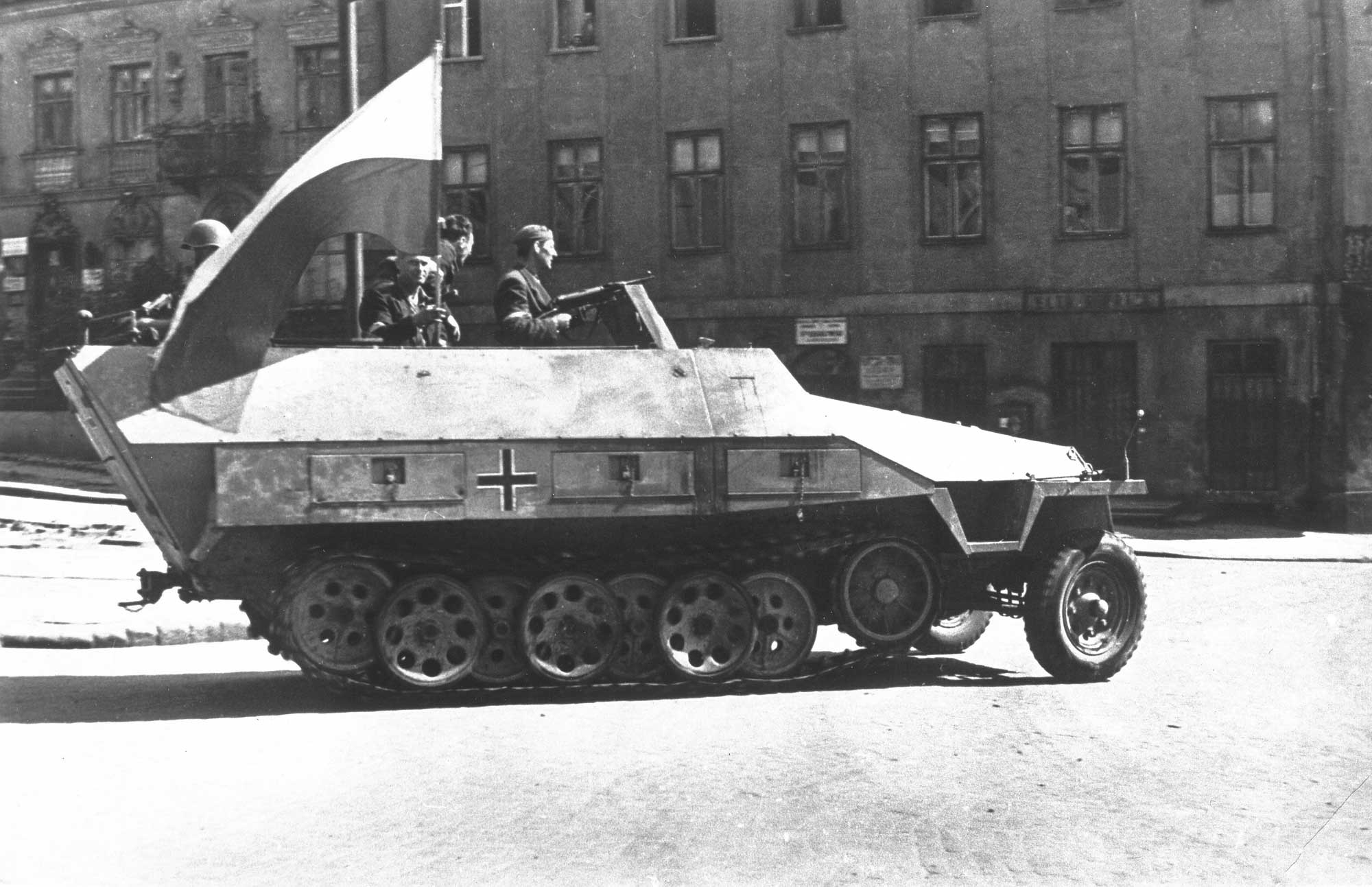
"Lobo Cinzento" com bandeira polonesa: German Sd. Kfz. 251 veículo blindado capturado pelo 8º Regimento Krybar da resistência de Varsóvia em 14 de agosto de 1944 da 5ª Divisão Wiking SS Panzer

Em 23 de julho, a Revolta de Lwów – a luta armada iniciada pelo Armia Krajowa contra os ocupantes nazistas em Lwów durante a Segunda Guerra Mundial – iniciado. Tudo começou em julho de 1944 como parte de um plano de levante nacional denominado Operação Tempestade. Os combates duraram até 27 de julho e resultaram na libertação da cidade.  No entanto, pouco depois os soldados polacos foram presos pelos invasores soviéticos e forçados a juntar-se ao Exército Vermelho ou enviados para os Gulags. A própria cidade foi ocupada pela União Soviética.
Em agosto de 1944, quando as forças armadas soviéticas se aproximaram de Varsóvia, o governo no exílio apelou a uma revolta na cidade, para que pudessem regressar a uma Varsóvia libertada e tentar impedir uma tomada de poder comunista. O AK, liderado por Tadeusz Bór-Komorowski, lançou a Revolta de Varsóvia. As forças soviéticas eram menos de 20km de distância, mas por ordem do Alto Comando Soviético não prestaram assistência. Stalin descreveu o levante como uma “aventura criminosa”. Os poloneses apelaram à ajuda dos Aliados Ocidentais. A Força Aérea Real, e a Força Aérea Polonesa baseada na Itália, lançaram algumas munições, mas era quase impossível para os Aliados ajudar os poloneses sem a ajuda soviética.
Os combates em Varsóvia foram desesperadores. O AK tinha entre 12 000 e 20 000 soldados armados, a maioria apenas com armas pequenas, contra um exército alemão bem armado de 20 000 SS e unidades regulares do exército. A esperança de Bór-Komorowski de que o AK pudesse tomar e manter Varsóvia para o regresso do governo de Londres provavelmente nunca se concretizaria. Após 63 dias de combates selvagens, a cidade foi reduzida a escombros e as represálias foram selvagens. As SS e as unidades auxiliares foram particularmente brutais.
Após a rendição de Bór-Komorowski, os combatentes do AK foram tratados como prisioneiros de guerra pelos alemães, para grande indignação de Estaline, mas a população civil foi cruelmente punida. As baixas polacas globais são estimadas entre 150 000 e 300 000 mortos, 90 000 civis foram enviados para campos de trabalhos forçados no Reich, enquanto 60 000 foram enviados para campos de morte e de concentração como Ravensbrück, Auschwitz, Mauthausen e outros. A cidade foi quase totalmente destruída depois que sapadores alemães a demoliram sistematicamente. A Revolta de Varsóvia permitiu aos alemães destruir o AK como força de combate, mas o principal beneficiário foi Stalin, que conseguiu impor um governo comunista à Polônia do pós-guerra com pouco receio de resistência armada.

### 1945
Em março de 1945, ocorreu em Moscou um julgamento encenado de 16 líderes do Estado Secreto Polaco detido pela União Soviética - (Julgamento dos Dezesseis). O Delegado do Governo, juntamente com a maioria dos membros do Conselho de Unidade Nacional e do comandante em chefe do Armia Krajowa, foram convidados pelo general soviético Ivan Serov com o acordo de Joseph Stalin para uma conferência sobre a sua eventual entrada no Governo Provisório apoiado pelos soviéticos. Foi-lhes apresentado um mandado de segurança, mas foram detidos em Pruszków pelo NKVD em 27 e 28 de março. Leopold Okulicki, Jan Stanisław Jankowski e Kazimierz Pużak foram presos no dia 27 e mais 12 no dia seguinte. A. Zwierzynski havia sido preso anteriormente. Eles foram levados a Moscou para interrogatório em Lubyanka. Após vários meses de interrogatórios brutais e tortura, foram-lhes apresentadas acusações forjadas de “colaboração com a Alemanha Nazista” e de “planeamento de uma aliança militar com a Alemanha Nazista”.
Nos últimos anos da guerra, houve conflitos crescentes entre guerrilheiros polacos e soviéticos. Os soldados amaldiçoados continuaram a se opor aos soviéticos muito depois da guerra. O último soldado amaldiçoado – membro da resistência militante anticomunista na Polônia foi Józef Franczak, que foi morto com uma pistola na mão pela ZOMO em 1963.
Em 5 de maio de 1945, na Boêmia, a brigada Narodowe Siły Zbrojne libertou prisioneiros de um campo de concentração nazista em Holiszowo, incluindo 280 prisioneiras judias. A brigada sofreu pesadas baixas.
Em 7 de maio de 1945, na aldeia de Kuryłówka, sudeste da Polônia, começou a Batalha de Kuryłówka. Foi a maior batalha da história da organização dos Soldados Amaldiçoados – Aliança Militar Nacional (NZW). Na batalha contra as unidades do NKVD da União Soviética, os guerrilheiros anticomunistas atiraram em 70 agentes do NKVD. A batalha terminou com uma vitória para as forças subterrâneas polonesas.
Em 21 de maio de 1945, uma unidade do Armia Krajowa, liderada pelo coronel Edward Wasilewski, atacou um campo do NKVD em Rembertów, na periferia leste de Varsóvia. Os soviéticos mantiveram ali centenas de polacos, membros do Exército da Pátria, que deportavam sistematicamente para a Sibéria. No entanto, esta acção da resistência polaca pró-independência libertou todos os presos políticos polacos do campo. Entre 1944 e 1946, soldados amaldiçoados atacaram muitas prisões comunistas na Polónia ocupada pelos soviéticos. – veja Incursões em prisões comunistas na Polônia (1944–1946). 
De 10 a 25 de junho de 1945, ocorreu a perseguição Augustów 1945 (em polonês: Obława augustowska). Foi uma operação em grande escala empreendida pelas forças soviéticas do Exército Vermelho, o NKVD e a SMERSH, com a assistência das unidades polonesas UB e LWP contra ex-soldados do Armia Krajowa na região de Suwałki e Augustów, na Polônia. A operação também abrangeu território na Lituânia ocupada. Mais de 2 000 alegados combatentes anticomunistas polacos foram capturados e detidos em campos de internamento russos. 600 dos "desaparecidos de Augustów" são considerados mortos e enterrados em um local desconhecido no atual território da Rússia. O Roundup Augustów fez parte de uma operação anti-guerrilha na Lituânia.
| Tipo de ação de sabotagem/diversificação                         | Número cumulativo |
| ---------------------------------------------------------------- | ----------------- |
| Locomotivas danificadas                                          | 6,930             |
| Reparos atrasados em locomotivas                                 | 803               |
| Transportes descarrilados                                        | 732               |
| Transportes incendiados                                          | 443               |
| Danos em vagões ferroviários                                     | 19,058            |
| Pontes ferroviárias explodidas                                   | 38                |
| Interrupções no fornecimento de eletricidade na rede de Varsóvia | 638               |
| Veículos do exército danificados ou destruídos                   | 4,326             |
| Aviões danificados                                               | 28                |
| Tanques de combustível destruídos                                | 1,167             |
| Combustível destruído (em toneladas)                             | 4,674             |
| Poços de petróleo bloqueados                                     | 5                 |
| Vagões de palha de madeira destruídos                            | 150               |
| Lojas militares incendiadas                                      | 130               |
| Interrupções na produção nas fábricas                            | 7                 |
| Falhas embutidas em peças de motores de aeronaves                | 4,710             |
| Falhas embutidas nas bocas dos canhões                           | 203               |
| Falhas integradas em mísseis de artilharia                       | 92,000            |
| Falhas integradas em estações de rádio de tráfego aéreo          | 107               |
| Falhas integradas nos condensadores                              | 70,000            |
| Falhas embutidas em tornos (eletroindustriais)                   | 1,700             |
| Danos a máquinas importantes da fábrica                          | 2,872             |
| Vários atos de sabotagem realizados                              | 25,145            |
| Assassinatos pré-planejados de alemães                           | 5,733             |

## Formações
- Antyfaszystowska Organizacja Bojowa
- Armia Krajowa
- Armia Ludowa
- Bataliony Chłopskie
- Brygada Swiętokrzyska
- Gwardia Ludowa
- Gwardia Ludowa WRN
- Narodowa Organizacja Wojskowa
- Narodowe Siły Zbrojne
- Obóz Polski Walczącej
- Państwowy Korpus Bezpieczeństwa
- Exército Popular Polonês PAL
- Szare Szeregi
- Związek Odwetu
- Związek Walki Zbrojnej
- Żydowska Organizacja Bojowa
- Związek Organizacji Wojskowej
- Żydowski Związek Wojskowy